# Deutscher Evangelischer Kirchentag 2011

Offizielles Logo des 33. Deutschen Evangelischen Kirchentags – passend zu dessen Losung zwei Hände, die ein Herz formen

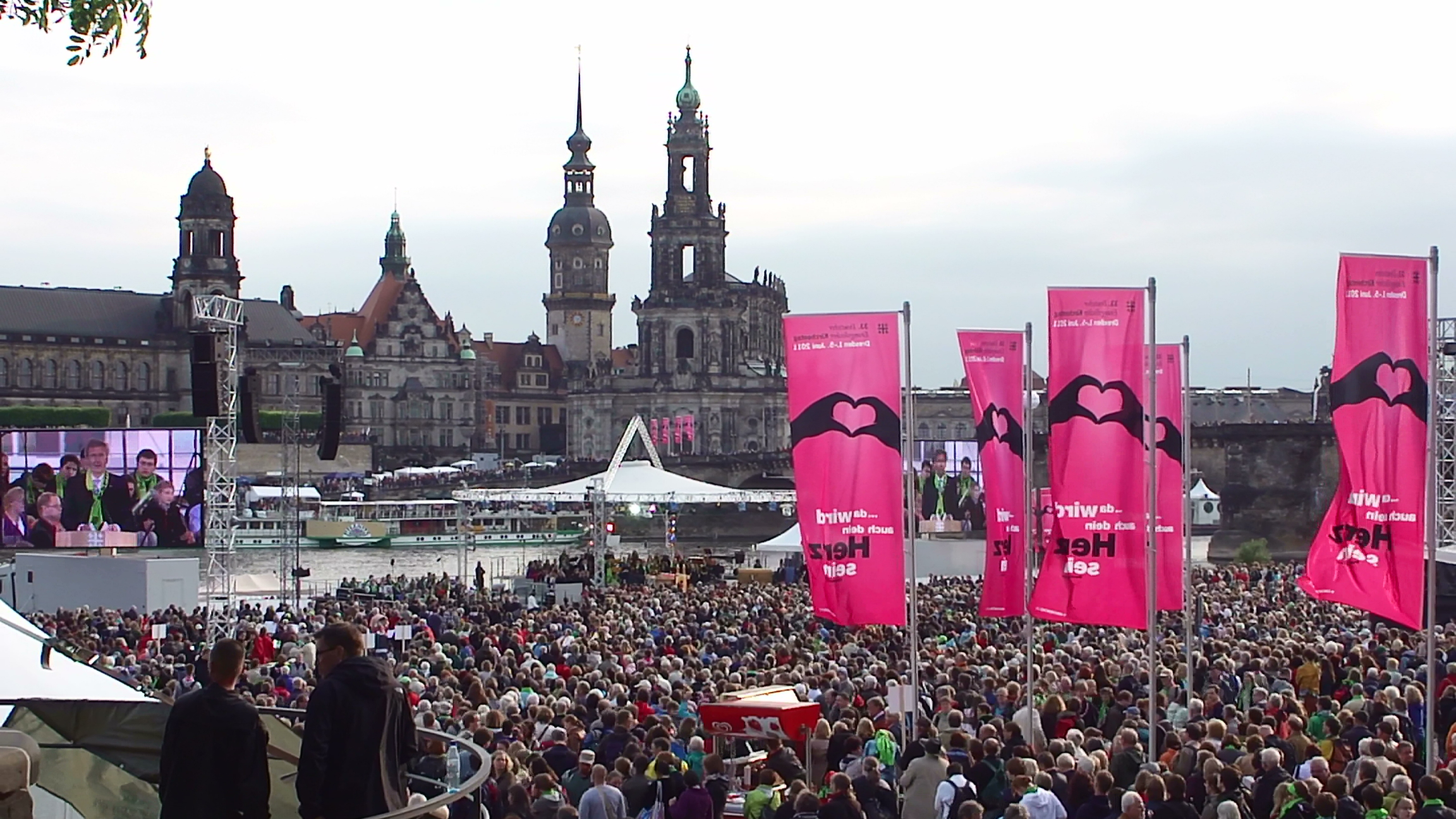
Eröffnungsgottesdienst auf der „Elbebühne am Königsufer“ mit Blick auf Sächsisches Ständehaus, Georgentor, Hausmannsturm und Katholische Hofkirche (v. l. n. r.)

Der 33. Deutsche Evangelische Kirchentag fand vom 1. bis zum 5. Juni in Dresden statt. Die Losung der Großveranstaltung stammt aus der Bergpredigt, sie lautete in der Kirchentagsübersetzung „… da wird auch dein Herz sein“ (Mt 6,21 ), den Kirchentagssong dazu verfasste Bodo Wartke.
Gastgeber des 33. Deutschen Evangelischen Kirchentages war die Evangelisch-Lutherische Landeskirche Sachsens. Zum Kirchentag wurden 2.350 Einzelveranstaltungen durchgeführt; es nahmen insgesamt 117.957 Dauerteilnehmer sowie 26.919 Tagesteilnehmer teil. Das Veranstaltungsgelände lag im Stadtzentrum an der Elbe. Es zog sich von der Inneren Alt- und Neustadt bis zur Messe Dresden.

## Geschichte
Nach 1954 und 1997 (jeweils in Leipzig) war dieser Deutsche Evangelische Kirchentag der dritte in Sachsen. In den Jahren 1968, 1975 und 1983 fand in Dresden bereits der Evangelische Kirchentag in der DDR statt, außerdem 1987 das einzige Katholikentreffen der DDR-Geschichte sowie 1994 der bisher einzige im Beitrittsgebiet durchgeführte gesamtdeutsche Katholikentag.

## Eröffnung

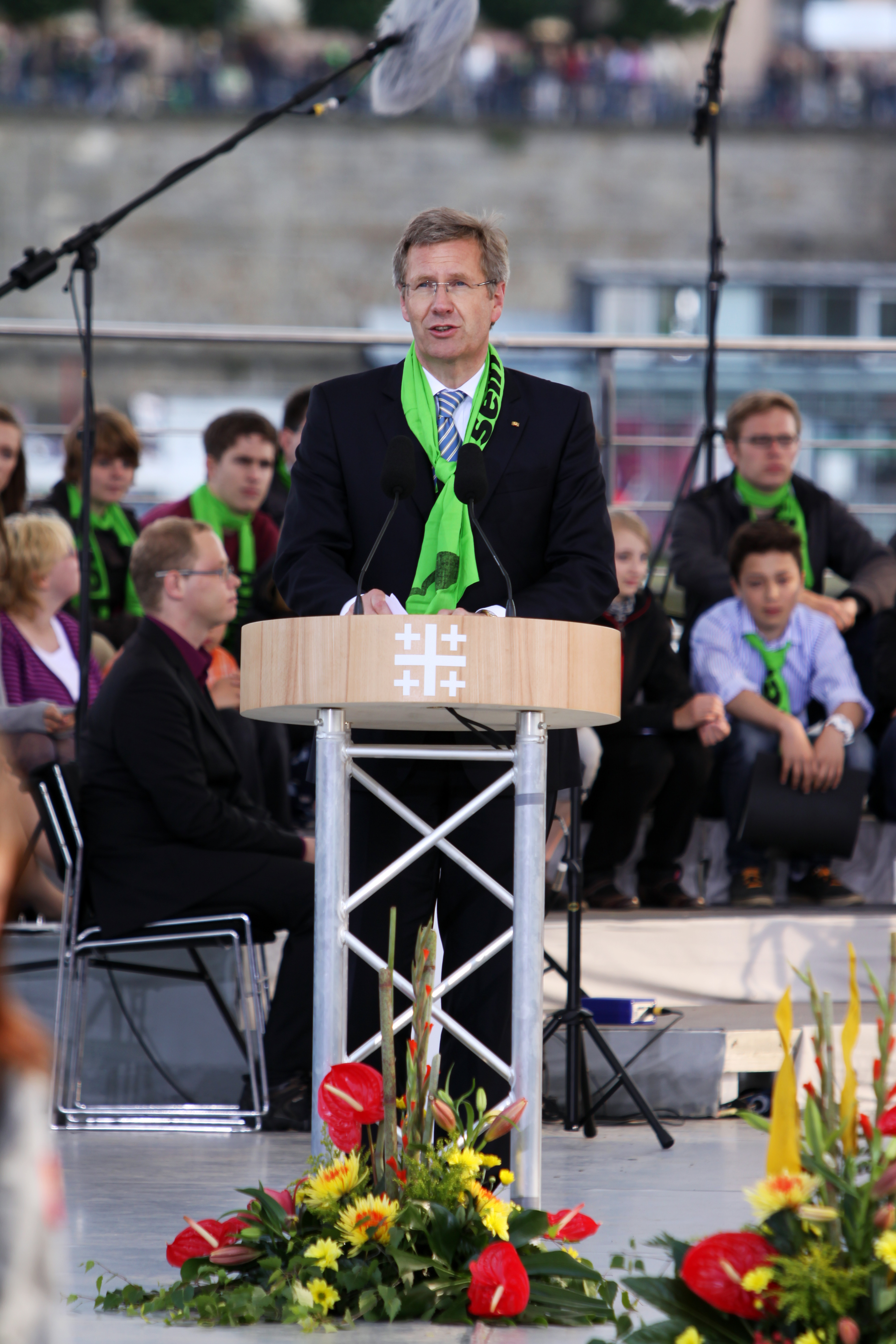
Bundespräsident Christian Wulff spricht beim Kirchentag 2011 in Dresden

Mit drei parallel abgehaltenen Gottesdiensten, an denen insgesamt 99.000 Menschen teilnahmen (70.000 Besucher auf den Elbwiesen, 17.000 auf dem Altmarkt und 12.000 auf dem Neumarkt), wurde am Abend des 1. Juni 2011 der Kirchentag eröffnet.
Im Anschluss fand der Abend der Begegnung als Straßenfest zwischen Albertplatz und Altmarkt statt, an dem ca. 300.000 Menschen teilnahmen. Die Kirchgemeinden der Evangelisch-Lutherischen Landeskirche Sachsens gestalteten ca. 400 Stände und elf Bühnen. Am Programm des Straßenfestes mit beteiligt waren Die Prinzen, die medlz, die Palucca-Hochschule für Tanz Dresden und 350 Bergleute aus dem Erzgebirge mit einer traditionellen Bergparade.

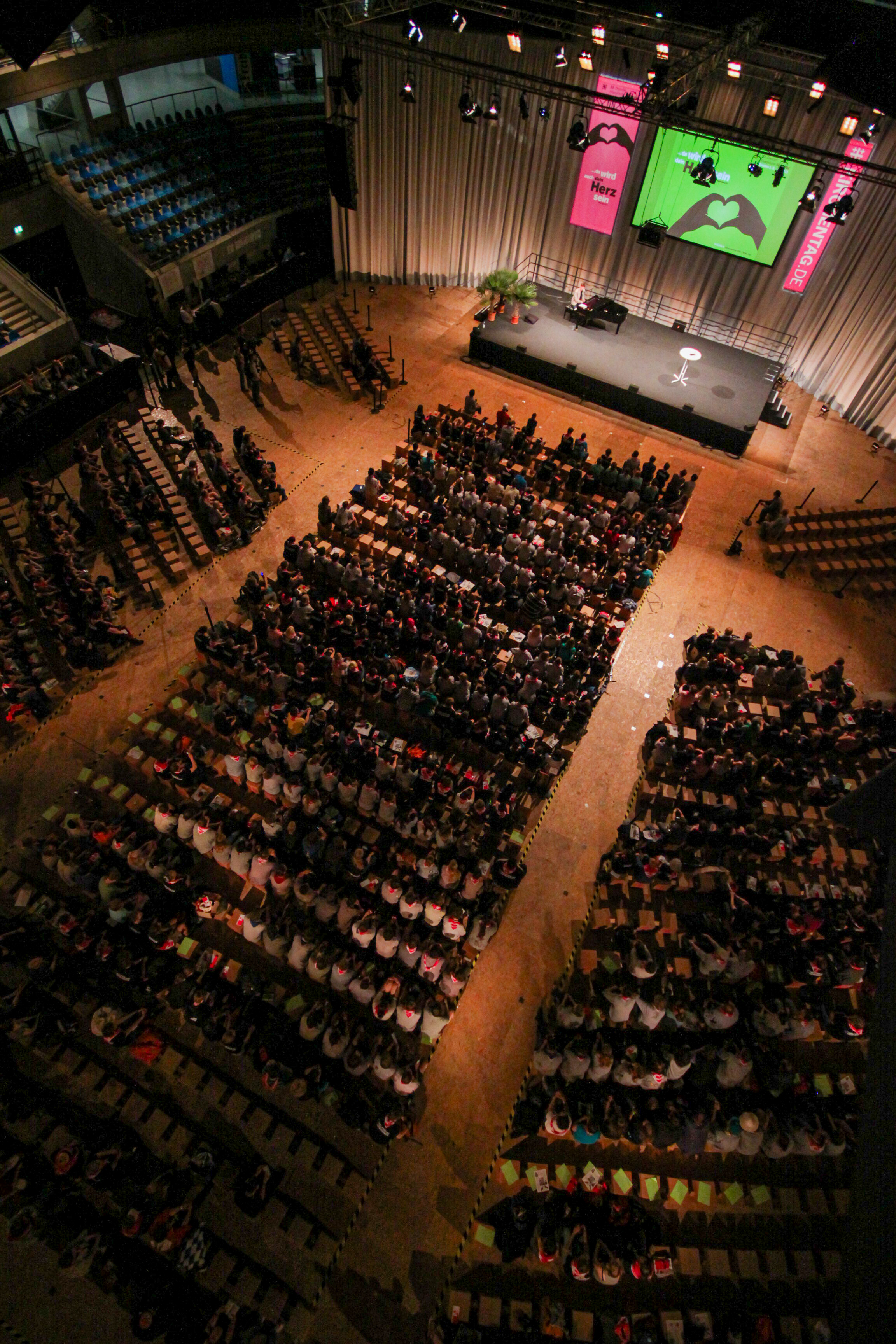
Bodo Wartke spielt zur Begrüßung der Kirchentagshelfer

Der Abend wurde beschlossen mit einer „Inszenierung aus Licht und Klang“ aus 150.000 Kerzen in den Händen der Besucher an den Ufern beiderseits der Elbe, 20.000 Schwimmkerzen auf dem Fluss, einer Illumination der Altstadt-Fassaden in den Kirchentagsfarben Magenta und Grün, beleuchteten Ballons mit der Kirchentagslosung sowie dem Chorwerk „… da wird auch dein Herz sein“ von Sven Helbig. Die Inszenierung mündete in einen gemeinsamen Abendsegen mit Landesbischof Jochen Bohl.

## Resolutionen
Es wurden insgesamt sechs Resolutionen auf dem Evangelischen Kirchentag verabschiedet. Hierzu waren mindestens 500 Teilnehmer auf dem entsprechenden Podium bzw. 3.000 Unterschriften notwendig. Insgesamt waren 15 Resolutionsentwürfe vorgeschlagen, von denen die sechs nachfolgend genannten verabschiedet worden sind.

### Wirtschaft braucht Alternativen zum Wachstum
Hervorgehend aus einer Veranstaltung zum Thema Das Ende des Wachstums? wurde vom Kirchentag einstimmig eine Resolution Wirtschaft braucht Alternativen zum Wachstum verabschiedet. Die Resolution ruft dazu auf, sich der falschen Vorstellung von grenzenlosem Wachstum zu widersetzen, fordert ein Ende des Zwangs zum Wirtschaftswachstum, eine Abkehr von Entwicklungsmodellen, die auf Wirtschaftswachstum beruhen, Alternativen zum Wirtschaftswachstum zu entwickeln, Verzicht zu üben sowie dem Wachstum weder Menschenrechte noch soziale und ökologische Interessen zu opfern.

### Energie für das Leben – Eckpunkte eines zukunftsfähigen Energiekonzepts für Deutschland
Hervorgehend aus einer Veranstaltung zum Thema Fukushima – das Ende der Atomenergie?! wurde vom Kirchentag eine Resolution zum Thema Zukunftsfähiges Energiekonzept mit dem Titel Energie für das Leben verabschiedet. Die Resolution wurde von der Projektleitung des Zentrums Umwelt und Globalisierung beantragt. Sie richtet sich an den Deutschen Bundestag und die Deutsche Bundesregierung und fordert die Stilllegung der verbleibenden deutschen Atomreaktoren schnellstmöglich, spätestens bis zum Jahr 2017, die Vermeidung des Baus neuer Kohlekraftwerke und die Fokussierung des Kraftwerkbaus auf Gaskraftwerke mit Wärmenutzung. Weitere Forderungen sind dezentrale Kraft-Wärme-Kopplung zum Übergang auf erneuerbare Energien, der zielstrebige Ausbau erneuerbarer Energien, die Senkung des Energieverbrauches und Erhöhung der Energieeffizienz, der Abbau klimaschädlicher Subventionen, z. B. bei der Dienstwagenbesteuerung, die soziale und ökonomische Gestaltung des Klimawandels sowie die Beteiligung der Gesellschaft.

### „Alle bleiben“ – gegen die Abschiebungen von Roma in die Republik Kosovo!
Hervorgehend aus dem Themenbereich Welt und Umwelt des Marktes der Möglichkeiten wurde vom Kirchentag eine Resolution mit dem Titel Alle bleiben verabschiedet. Diese Resolution wurde von der Aktion Sühnezeichen Friedensdienste beantragt, richtet sich an den Deutschen Bundestag sowie Synode und Rat der EKD und fordert, rund 10.000 aus der Republik Kosovo in Deutschland befindlicher Roma ein humanitäres Bleiberecht in Deutschland zu gewähren.

### Bürgerbeteiligung stärken – ohne diskriminierende Altersgrenzen
Hervorgehend aus einer Veranstaltung zum Thema Mut und Wut – Altwerden ist nichts für Feiglinge im Zentrum Älter werden des Programmbereiches Gesellschaft und Politik wurde vom Kirchentag eine Resolution zum Thema Bürgerbeteiligung stärken – ohne diskriminierende Altersgrenzen verabschiedet. Die Resolution wurde von der Projektleitung des Zentrums beantragt und richtet sich an den Bundespräsidenten, den Präsidenten des Deutschen Bundestages, die Bundeskanzlerin sowie die Bundestagsfraktionen. Sie fordert, „qualifizierte und entscheidungsrelevante Formen der Bürgerbeteiligung zu etablieren, eine ausreichende und verlässliche Finanzierung der Bürgerbeteiligung aus den öffentlichen Haushalten zu gewährleisten [sowie] diskriminierende Altersgrenzen bei gesellschaftlichen Ämtern zu revidieren.“

### Raum für gleichgeschlechtliche Lebensformen in der Kirche
Hervorgehend aus dem Podium „Lesbisch-schwule Lebensformen und Kirche“ im Programmbereich Theologie und Glaube wurde eine Resolution zum Thema Raum für gleichgeschlechtliche Lebensformen in der Kirche verabschiedet. Die Resolution wurde von der Projektleitung beantragt und richtet sich an Kirchenleitungen, Kirchengemeinden und Teilnehmende des Kirchentages. Sie ruft dazu auf, dass in den Kirchengemeinden und auch im pastoralen Amt Raum für gleichgeschlechtliche Lebensformen erhalten bleibt und geschaffen wird.

### Bewahrung der Schöpfung – keine Genehmigung für unkonventionelle Erdgasförderung
Hervorgehend aus einer Veranstaltung zum Thema Ohne Kohle und Atom – Die Energieversorgung der Zukunft im Programmbereich Welt und Umwelt: Zentrum Globalisierung und Umwelt wurde vom Kirchentag eine Resolution zum Thema Bewahrung der Schöpfung – keine Genehmigung für unkonventionelle Erdgasförderung verabschiedet. Die Resolution wurde von Gerhard Niemeyer aus Oberhausen beantragt und richtet sich an die Bundesregierung und die zuständigen Behörden für Erdgasförderung. Sie fordert, den anstehenden Umstieg von fossilen auf regenerative Energiequellen nicht dazu zu nutzen, umweltschädliche und risikoreiche Verfahren der Erdgasgewinnung (Fracking) voranzutreiben, da für diese bisher keine belastbaren Erkenntnisse über Risiken und Folgen vorlägen. Gefordert wird, in Deutschland keine entsprechenden Genehmigungen zu erteilen, bevor entsprechende Erkenntnisse vorliegen sowie Umweltverträglichkeitsprüfungen und Öffentlichkeitsbeteiligung durchgeführt wurden.

## Schlussgottesdienst

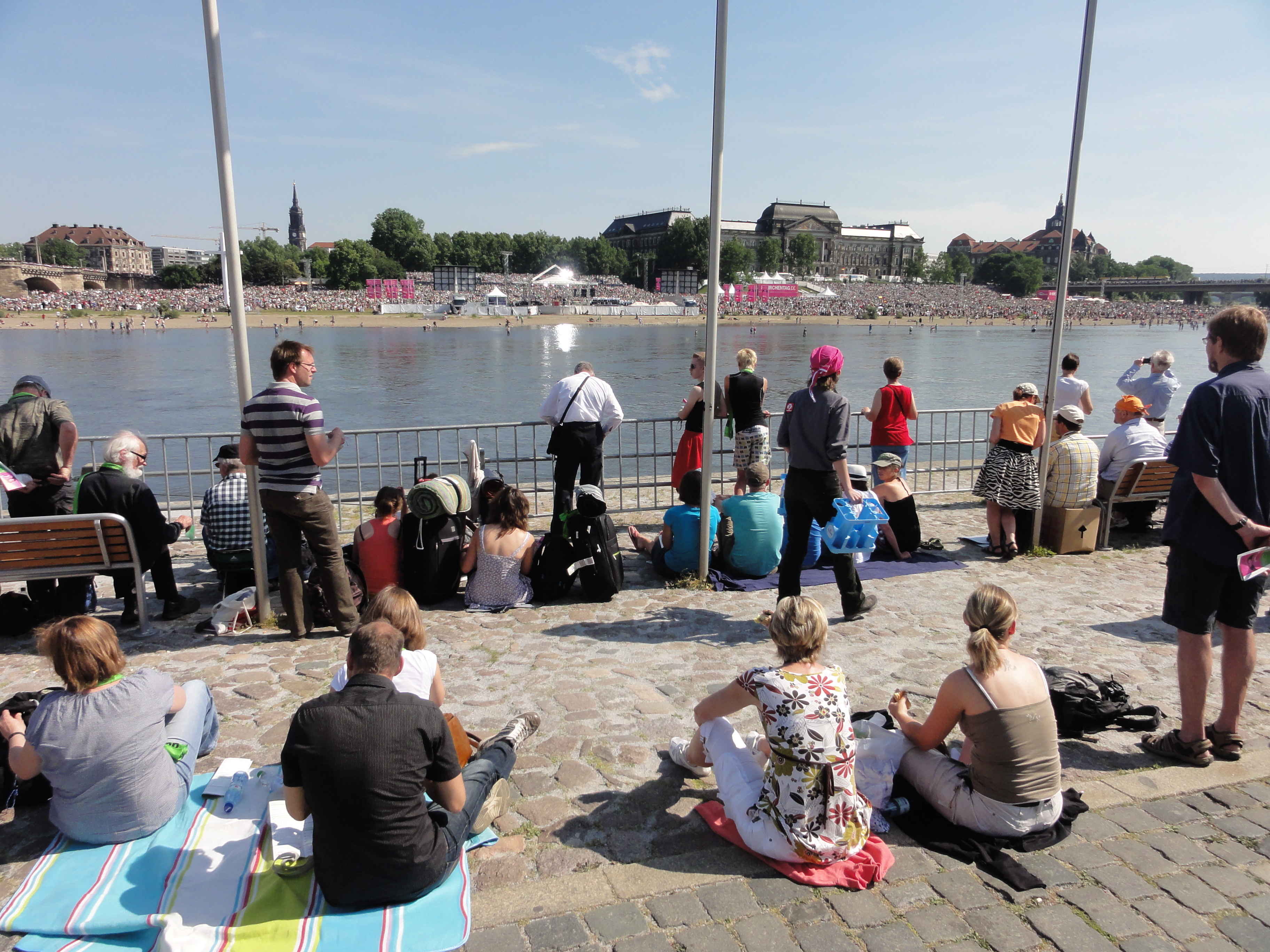
Schlussgottesdienst beiderseits der Elbe mit Blick auf das Neustädter Elbufer

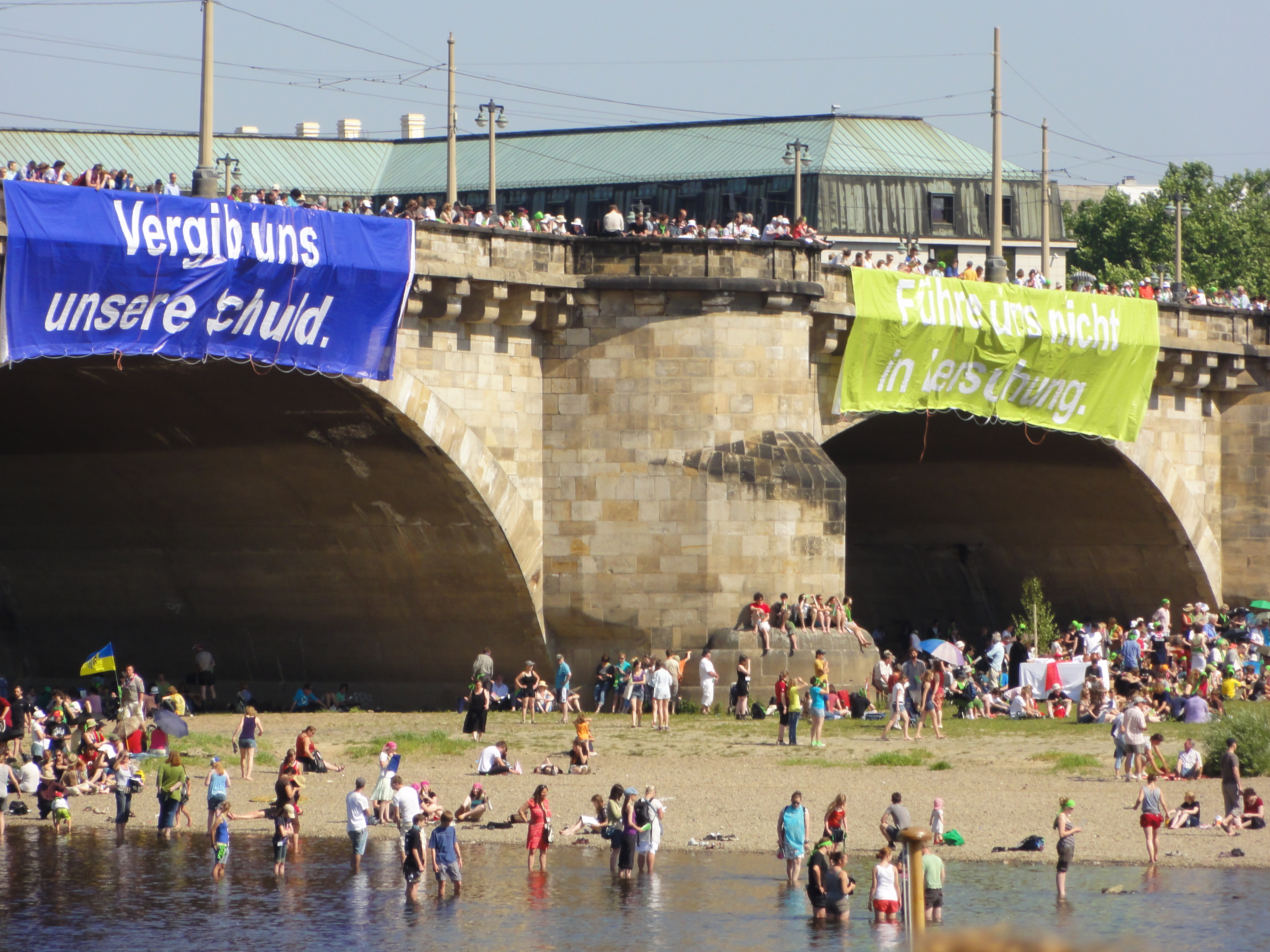
Die Vaterunser-Bitten an den Bögen der Augustusbrücke zum Schlussgottesdienst

Am Sonntag, den 5. Juni 2011, wurde zwischen Augustus- und Carolabrücke beidseits der Elbe mit ca. 120.000 Gläubigen der Schlussgottesdienst des 33. Evangelischen Kirchentags gehalten. Der Gottesdienst stand unter dem Leitwort „Dein Reich komme“ (Mt 6,10 ), sein Hauptthema war das Vaterunser. Die Kollekte, die unter dem Motto „Aktiv für Menschenwürde – gegen rechtsextreme Einstellungen in Kirche und Gesellschaft“ gesammelt wurde, kommt der Bundesarbeitsgemeinschaft Kirche und Rechtsextremismus – aktiv für Demokratie und Menschenrechte zugute. Durch die Spenden soll eine Koordinierungsstelle der Aktion Sühnezeichen über drei Jahre finanziert werden. Mit diesem Projekt soll die kirchliche Öffentlichkeitsarbeit, Zusammenarbeit und Auseinandersetzung mit dem Phänomen Rechtsextremismus gestärkt werden. Die Kollekte erbrachte insgesamt 131.101,29 Euro.
Das Altar-Parament für den zentralen Eröffnungs- und Schlussgottesdienst wurde in der Werkstatt für Textiles Knotenpunkt Backnang in reiner Handarbeit gefertigt. Der sich auf die Kirchentagslosung beziehende Entwurf stammt von der Wehinger Künstlerin Gabi Weiß (* 1960), er wurde in 120 Arbeitsstunden von Gaby Belz in Bildweberei umgesetzt.

## Finanzierung
Das Gesamthaushaltsvolumen des Kirchentages betrug 14,8 Millionen Euro. Der Freistaat Sachsen trug davon 5,5 Millionen Euro, die Stadt Dresden 1,96 Millionen Euro. Weitere 400.000 Euro wurden vom Bundesinnenministerium bereitgestellt. Die Evangelisch-Lutherische Landeskirche Sachsens steuerte 1 Million Euro bei. 5,94 Millionen Euro wurden über Teilnehmendenbeiträge, Sponsoring, Merchandising und Spenden eingenommen. Nur geschätzte 3,5 Millionen Euro erzielten die Veranstalter mit Eintrittskarten.
Etwa sieben Millionen Euro des Kirchentagsbudgets wurden an Aufträge direkt in der Region Dresden vergeben. Daneben wird geschätzt, dass die Besucher zirka 20 Millionen Euro während des Kirchentages ausgaben.

## Kontroversen
Die Gesellschaft zur Förderung von Aufklärung, Humanismus und Religionsfreiheit e. V., Dresdner Regionalgruppe der Mitglieder im Förderkreis der Giordano-Bruno-Stiftung, hat in der Dresdner Neustadt während des Kirchentages eine „Religionsfreie Zone“ eingerichtet. „Man wolle all jenen einen Anlaufpunkt bieten, die sich ‚bewusst als Wesen ohne Gott wahrnehmen‘“, so ein Sprecher des Vereins. Außerdem „… wolle [man] ‚eine Gefahr sein für alle, die unter dem Deckmantel von Kirche und Religion Macht ausüben‘“.
Kritik übten die Veranstalter der „Religionsfreien Zone“ auch an der Finanzierung des Kirchentags, der 53 % seines Budgets aus Steuermitteln erhielt. „Die Kirche könne ‚billige Werbung auf Staatskosten‘ betreiben.“ Insgesamt bekam der Kirchentag, auf dem auch zahlreiche Bundespolitiker auftraten – u. a. Bundeskanzlerin Angela Merkel – öffentliche Zuwendungen in Höhe von 7,86 Millionen Euro. Da die Kirche nur 1 Million Euro selbst beigesteuert hatte, in Sachsen aber lediglich 21 % der Bürger einer der beiden großen Kirchen angehören, wurde die Aufteilung der Finanzierung kritisiert.
Zudem wurden staatliche Einrichtungen wie Schulen als Unterkünfte genutzt, was zur Kritik an einer fehlenden Trennung von Kirche und Staat führte. Die FDP kritisierte die zusätzlich anfallenden Reinigungskosten der Schulen, die ebenfalls vom Staat getragen wurden.